# 9 Leonis Minoris
9 Leonis Minoris är en orange jätte i Lilla lejonets stjärnbild.
9 Leonis Minoris har visuell magnitud +6,18 och är knappt synlig för blotta ögat vid god seeing. Den befinner sig på ett avstånd av ungefär 485 ljusår.